# Paola Borboni

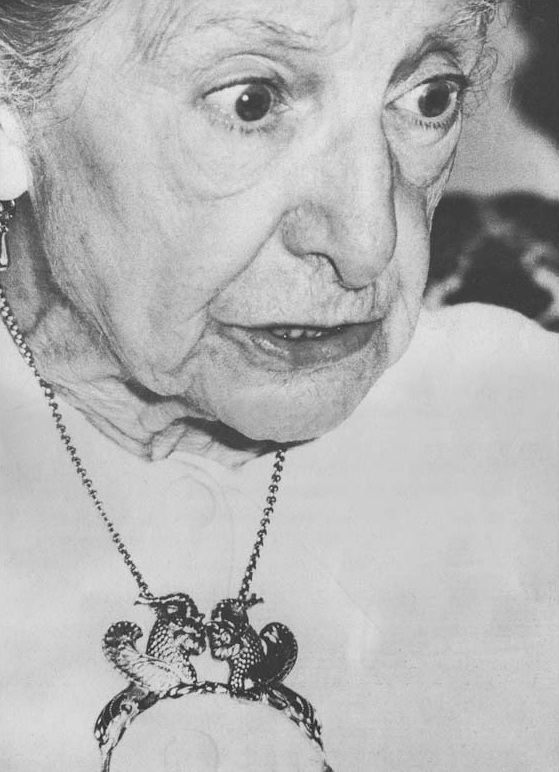
Paola Borboni (1982)

Paola Borboni (* 1. Januar 1900 in Golese, Parma; † 9. April 1995 in Bodio Lomnago) war eine italienische Schauspielerin.

## Leben

### Von 1916 bis 1945
Borboni, die Tochter eines Opernagenten, debütierte 1916 im Ensemble von Alfredo De Sanctis. Im Folgejahr gelang ihr in der Hauptrolle von Schalom Aschs Der Gott der Rache ein erster großer Erfolg. Die bemerkenswert schöne und ein sprudelndes Temperament offenbarende Darstellerin spielte oftmals Rollen, in denen sie strahlende Damen verkörpern konnte; während der folgenden Engagements bei Elena Wronowska und Romano Calò 1918, dann neben Irma Gramatica und schließlich lange Zeit mit Armando Falconi, wo sie von 1921 an acht Jahre lang unter Vertrag stand, bewies sie aber ihre Vielseitigkeit und spielte oftmals mit Ironie. Ihr Oben-Ohne-Auftritt in Alga marina von Carlo Veneziani sorgte 1925 für einen Skandal und eine größere Bekanntheit. Ihre Fähigkeiten und Image erlaubten ihr nun dramatische und komische Rollen vom Vamp bis zur tragischen Heldin. Die Bekanntschaft mit Luigi Pirandello Ende des Jahrzehntes sowie die künstlerische Zusammenarbeit mit Ruggero Ruggeri, der sie ab 1932 in seinem Ensemble besetzte, zeigten eine gereifte Schauspielerin. Hatte sie noch in den Spielzeiten bei Roberto Lupi-N. Pescatori 1930 auf der Suche nach dramatischen Ausdrucksformen gewirkt, überzeugte sie nun auch als Leiterin eigener Gruppierungen, 1934/35 mit Piero Carnabucci, dann mit Marcello Giorda. Herausragende Interpretationen dieser Zeit gelangen ihr in Jacques Devals Tovaritch und George Bernard Shaws Die Millionärin. Mit Come prima, meglio di prima war sie auch erstmals in einem Pirandello-Stück zu sehen.
Nach einer Spielzeit 1937/38 neben Luigi Cimara und einer neben Annibale Betrone nahm sie 1940 an der Revue Mani in tasca, naso al vente teil, der zu Plänen für eine ausschließlich Pirandello verpflichtete Compagnie führte. Diese wurden nach einer weiteren Spielzeit mit Ruggeri 1942 in die Tat umgesetzt. Mit Lamberto Picasso führte sie sechzehn Stücke des Autors auf, in denen sie deutliches Gespür für dessen Dramaturgie zeigten. Besonders gelobt wurden die Inszenierungen von Vestire gli ignudi sowie La vita che ti diedi.

### Nach dem Zweiten Weltkrieg
Nach dem Zweiten Weltkrieg zeigte sich Borboni weiterhin spielhungrig und von unerschöpflicher Vitalität, wenn sie auch die Quantität ihrer Bühnenauftritte drosselte. Sie war noch 1945 neben Salvo Randone unter der Regie von Orazio Costa in Ugo Bettis Vento notturno und in Eugene O’Neills Reise ohne Wiederkehr. Die großen Dramen waren nun ihr Metier, intensiv spielte sie William Shakespeare und Vittorio Alfieri. Unter Luchino Visconti war sie 1956 in Arthur Millers Hexenjagd, zwei Jahre später unter Giorgio Strehler in Der gute Mensch von Sezuan zu sehen. Bereits 1954 hatte sie mit Auftritten begonnen, in denen sie eigens für sie geschriebene Monologe und Szenen bekannter Autoren zusammenstellte und darbot. 1970 war Frau Warrens Gewerbe von George Bernard Shaw ein weitbeachteter Erfolg.
1972 trat Borboni in einem Musical von Garinei und Giovannini, „Ciao Rudy“, neben Oreste Lionello auf. Neben ihrem über vierzig Jahre jüngeren Ehemann Bruno Vilar, den sie 1972 geheiratet hatte, was aufgrund des großen Altersunterschiedes als Skandal empfunden wurde, trat sie 1975 in einem kabarettistischen Programm mit dem Titel „Io Paola Borboni“ auf; daneben entstanden immer wieder bemerkenswerte Inszenierungen wie Lady Edward II nach Christopher Marlowe, Regie: Aldo Trionfi, Harold und Maude, Tartuffe, Tre civette sul comò (1982) oder Luigi Pirandellos Così e se vi pare unter Franco Zeffirelli. Bis kurz vor ihrem Tod spielte sie, auch mehrmals wieder Pirandello. Die Titel Yerma, Klytamnestra, Der Spieler oder Io e Pirandello stellen eine Auswahl dieser Arbeiten dar. Im März 1994 stand sie in Il berretto a sonagli – von Pirandello – letztmals auf der Bühne.
Ihre medienbegleitete Ehe mit Vilar endete bereits 1978 auf tragische Weise. Am 23. Juni dieses Jahres starb Vilar bei einem Verkehrsunfall, Borboni war von da an auf Krücken angewiesen.

### Film
Seit Stummfilmzeiten war Borboni immer wieder auf der Leinwand zu sehen; sie stellte diese Tätigkeiten aber immer in den Schatten ihrer Bühnenauftritte. So ist sie in fast allen ihrer rund neunzig Filme in Rollen von überbordender, aber den jeweiligen Situationen angepasster Vitalität zu erleben, die den Charakter einer „besonderen Mitwirkung“ oder von Gastauftritten haben. Bemerkenswert unter ihren Werken ist das frühe Serial Gli artigli d'acciaio aus dem Jahr 1920, Sinfonia pastorale von 1921, ihre russische Frau in Le sorelle Materassi 1943, die erdrückende Mutter von Simona in Roma ore 11, die Putzfrau in William Wylers Ein Herz und eine Krone aus dem Jahr 1953, aus dem mit Die Müßiggänger und Terza liceo gleich zwei weitere gute Beispiele vorliegen. In den frühen Siebzigern nochmals aktiver, wurde Sesso Matto ein später Erfolg, in dem Borboni als Langschläferin zu sehen war. Nicht immer sicher in ihrer Auswahl bei Filmen, ist sie auch in etlichen Klamotten zu sehen.

## Filmografie (Auswahl)
- 1918: Jacopo Ortis
- 1936: Lo smemorato
- 1942: Hochzeitstag (Giorno di nozze)
- 1953: Ein Herz und eine Krone (Roman Holiday)
- 1954: Der Fall Maurizius (L'Affaire Maurizius)
- 1970: Als die Frauen noch Schwänze hatten (Quando le donne avevano la coda)
- 1970: Der schielende Heilige (Per grazia ricevuta)
- 1971: Le juge
- 1974: Sesso Matto – Niemand ist vollkommen (Sessomatto)
- 1980: Noch ein Käfig voller Narren (La Cage aux folles II)
- 1982: Geliebter Giorgio (Yes, Giorgio)
- 1990: Tara und der blaue Delphin (Blue Dolphin – L'avventura continua…)